# Supernova 2023
Die 8. Supernova fand am 11. Februar 2023 statt und war der lettische Vorentscheid für den Eurovision Song Contest 2023 in Liverpool (Vereinigtes Königreich). Es gewann die Band Sudden Lights mit Aijā.

## Format

### Konzept
Die öffentlich-rechtliche Fernsehgesellschaft Latvijas Televīzija (LTV) bestätigte am 21. September 2022, dass man erneut auf das Konzept der Supernova als Vorentscheid zum Eurovision Song Contest zurückgreifen werde. Die Teilnahme für 2023 wurde bereits am 3. August bestätigt.

### Beitragswahl
Zwischen dem 22. September und dem 1. Dezember 2022 war es interessierten Künstlern möglich, Beiträge bei LTV einzureichen. Nach Ablauf der Frist gab LTV bekannt, dass insgesamt 121 Beiträge eingereicht worden seien. Dies entspricht einem Rückgang von 9 Liedern gegenüber dem Vorjahr.

### Jury
Die Mitglieder der Jury wurden nach dem Finale des Eurovision Song Contests bekanntgegeben.
- Anna Platpīre – LTV Content Editor
- Arvīds Babris – Intendant von LTV
- Aija Auškāpa – Mitarbeiter der Prāta vētra Recording Company
- Karīna Tropa – Sängerin und Vocal Coach
- Maija Sējāne – Sängerin und Musikproduzentin
- Magnuss Eriņš – DJ und Radiomoderator
- Gediminas Jaunius  – TV Regisseur und Produzent
- Edward van de Vendel  – Journalist

## Teilnehmer
Die Teilnehmer und ihre Lieder wurden am 5. Januar 2023 der Öffentlichkeit präsentiert.
Saule wurde am 5. Januar 2023 disqualifiziert, da er sein Lied Finally Happy bereits am 19. Dezember 2021 veröffentlicht hatte. Dies verstößt sowohl gegen die Regeln des Vorentscheids als auch des Eurovision Song Contests. Es wird kein Kandidat für ihn nachrücken.

### Zurückkehrende Teilnehmer
| Interpret     | Bisherige Teilnahmen |
| ------------- | -------------------- |
| Justs         | 2016                 |
| Markus Riva   | 2014–2019, 2022      |
| RAUM          | 2022                 |
| Inspo         | 2022                 |
| Sudden Lights | 2018                 |

## Halbfinale
Das Halbfinale fand am 4. Februar 2023 statt. 10 Teilnehmer qualifizierten sich durch ein kombiniertes Jury- und Televoting für das Finale.
| Platz   | Startnr. | Interpret         | Lied Musik (M) und Text (T) | Sprache  | Übersetzung (inoffiziell) | Jury   | Jury  | Zuschauer | Zuschauer | Gesamt |
| Platz   | Startnr. | Interpret         | Lied Musik (M) und Text (T) | Sprache  | Übersetzung (inoffiziell) | Punkte | Platz | Punkte    | Platz     | Gesamt |
| ------- | -------- | ----------------- | --- | -------- | ------------------------- | ------ | ----- | --------- | --------- | ------ |
| 1.–10.  | 1        | Artūrs Hatti      | Love Vibes M/T: Agnese Rozniece, Matīss Repsis, Karlīne Anna Ērgle, Toms Kalderauskis, Baiba Ozoliņa                                                                          | Englisch | Liebesschwingungen        |        |       |           |           |        |
| 1.–10.  | 2        | Alise Haijima     | Tricky M/T: Alise Haijima | Englisch | Knifflig                  |        |       |           |           |        |
| 1.–10.  | 4        | Toms Kalderauskis | When It All Falls M: Julianna Tīruma, Toms Kalderauskis; T: Julianna Tīruma                                                                                                   | Englisch | Wenn alles fällt          |        |       |           |           |        |
| 1.–10.  | 8        | 24. Avēnija       | You Said M/T: Kārlis Grīnbergs, Ernests Vīgners | Englisch | Du hast gesagt            |        |       |           |           |        |
| 1.–10.  | 9        | Markus Riva       | Forever M/T: Markus Riva | Englisch | Für immer                 |        |       |           |           |        |
| 1.–10.  | 10       | Avéi              | Let Me Go M: Raitis Aukšmuksts, Ieva Kudlāne; T: Daniela Brilovska, Ieva Kudlāne, Raitis Aukšmuksts                                                                           | Englisch | Lass mich gehen           |        |       |           |           |        |
| 1.–10.  | 11       | Patrisha          | Hush M: Patrīcija Ksenija Cuprijanoviča, Krists Indrišonoks, Nanna Prip Pedersen, Rūdolfs Budze; T: Krists Indrišonoks, Nanna Prip Pedersen, Rūdolfs Budze, Jūlijs Melngailis | Englisch | Stille                    |        |       |           |           |        |
| 1.–10.  | 12       | Raum              | Fake Love M: Reinis Straume, Daniel Levi Viinalass and Jānis Jačmenkins; T: Reinis Straume, Daniel Levi Viinalass                                                             | Englisch | Falsche Liebe             |        |       |           |           |        |
| 1.–10.  | 13       | Sudden Lights     | Aijā M: Andrejs Reinis Zitmanis, Kārlis Vārtiņš, Kārlis Matīss Zitmanis, Mārtiņš Matīss Zemītis T: Andrejs Reinis Zitmanis                                                    | Englisch | Bei Aya                   |        |       |           |           |        |
| 1.–10.  | 14       | Luīze             | You To Hold Me M/T: Luīze Vītola | Englisch | Dich zu halten            |        |       |           |           |        |
| 11.–14. | 3        | Inspo             | Sway M: Aivars Lietaunieks; T: Nadīna Stirniniece, Aivars Lietaunieks | Englisch | Schwanken                 |        |       |           |           |        |
| 11.–14. | 5        | Katrine Miller    | Beaten Down M/T: Katrīne Millere, Andris Lūkins | Englisch | Zusammengeschlagen        |        |       |           |           |        |
| 11.–14. | 6        | Justs             | Stranger M: Justs Sirmais, Weronika Maria Gabryelczyk, Uku Moldau; T: Justs Sirmais, Weronika Maria Gabryelczyk                                                               | Englisch | Fremder                   |        |       |           |           |        |
| 11.–14. | 7        | Adriana Miglāne   | Like I Wanna M/T: Adriana Miglāne, Darren Michaels, Martin Älenmark | Englisch | So wie ich es will        |        |       |           |           |        |

 Kandidat hat sich durch das Wildcard-Voting für das Finale qualifiziert.

## Finale
Das Finale fand am 11. Februar 2023 statt.
| Platz | Startnr. | Interpret         | Lied Musik (M) und Text (T) | Sprache  | Übersetzung (inoffiziell) | Jury | Zuschauer | Zuschauer | Gesamt |
| Platz | Startnr. | Interpret         | Lied Musik (M) und Text (T) | Sprache  | Übersetzung (inoffiziell) | Jury | Stimmen   | Punkte    | Gesamt |
| ----- | -------- | ----------------- | --- | -------- | ------------------------- | ---- | --------- | --------- | ------ |
| 1.    | 7        | Sudden Lights     | Aijā M: Andrejs Reinis Zitmanis, Kārlis Vārtiņš, Kārlis Matīss Zitmanis, Mārtiņš Matīss Zemītis T: Andrejs Reinis Zitmanis                                                    | Englisch | Bei Aya                   | 12   | 66.307    | 12        | 24     |
| 2.    | 6        | Patrisha          | Hush M: Patrīcija Ksenija Cuprijanoviča, Krists Indrišonoks, Nanna Prip Pedersen, Rūdolfs Budze; T: Krists Indrišonoks, Nanna Prip Pedersen, Rūdolfs Budze, Jūlijs Melngailis | Englisch | Stille                    | 10   | 50.958    | 10        | 20     |
| 3.    | 8        | 24. Avēnija       | You Said M/T: Kārlis Grīnbergs, Ernests Vīgners | Englisch | Du hast gesagt            | 8    | 8.735     | 7         | 15     |
| 4.    | 10       | Markus Riva       | Forever M/T: Markus Riva | Englisch | Für immer                 | 6    | 27.302    | 8         | 14     |
| 5.    | 9        | Avéi              | Let Me Go M: Raitis Aukšmuksts, Ieva Kudlāne; T: Daniela Brilovska, Ieva Kudlāne, Raitis Aukšmuksts                                                                           | Englisch | Lass mich gehen           | 5    | 8.294     | 6         | 11     |
| 6.    | 3        | Raum              | Fake Love M: Reinis Straume, Daniel Levi Viinalass and Jānis Jačmenkins; T: Reinis Straume, Daniel Levi Viinalass                                                             | Englisch | Falsche Liebe             | 4    | 6.986     | 5         | 9      |
| 7.    | 4        | Toms Kalderauskis | When It All Falls M: Julianna Tīruma, Toms Kalderauskis; T: Julianna Tīruma                                                                                                   | Englisch | Wenn alles fällt          | 7    | 2.608     | 2         | 9      |
| 8.    | 1        | Alise Haijima     | Tricky M/T: Alise Haijima | Englisch | Knifflig                  | 3    | 5.607     | 3         | 6      |
| 9.    | 5        | Artūrs Hatti      | Love Vibes M/T: Agnese Rozniece, Matīss Repsis, Karlīne Anna Ērgle, Toms Kalderauskis, Baiba Ozoliņa                                                                          | Englisch | Liebesschwingungen        | 1    | 6.251     | 4         | 5      |
| 10.   | 2        | Luīze             | You To Hold Me M/T: Luīze Vītola | Englisch | Dich zu halten            | 2    | 2.384     | 1         | 3      |